# Озёрский сельсовет (Рассказовский район)
Озёрский сельсовет — муниципальное образование со статусом сельского поселения в Рассказовском районе Тамбовской области.
Административный центр — посёлок Имени 2-й пятилетки.

## История
В соответствии с Законом Тамбовской области от 17 сентября 2004 года № 232-З установлены границы муниципального образования и статус сельсовета как сельского поселения.

## Население
| 2010  | 2012  | 2013  | 2014  | 2015  | 2016  | 2017  |
| ----- | ----- | ----- | ----- | ----- | ----- | ----- |
| 1444  | ↘1407 | ↘1355 | ↘1310 | ↘1286 | ↘1274 | ↘1268 |
| 2018  | 2019  | 2020  | 2021  |       |       |       |
| ↘1257 | ↘1227 | ↘1171 | ↗1384 |       |       |       |

## Состав сельского поселения
| № | Населённый пункт    | Тип населённого пункта          | Население |
| - | ------------------- | ------------------------------- | --------- |
| 1 | Александровка       | деревня                         | 0         |
| 2 | Богословка          | село                            | 528       |
| 3 | Ильичёвский         | посёлок                         | 13        |
| 4 | Имени 2-й пятилетки | посёлок, административный центр | 903       |
| 5 | Павловский          | посёлок                         | 0         |

### упразднённые населённые пункты
Озёрки— деревня, являлась административным центром Озёрского сельсовета; упразднена решением исполкома областного Совета от 30 мая 1978 года № 235